# Jutahy Magalhães
Jutahy Borges Magalhães ComMM (Rio de Janeiro, 6 de agosto de 1929 – Salvador, 31 de janeiro de 2000) foi um político brasileiro filiado ao Partido do Movimento Democrático Brasileiro (PMDB). Pela Bahia, foi vice-governador, senador por dois mandatos, deputado federal e presidente da Assembleia Legislativa, além de presidente da Câmara Municipal de Itaparica.

## Ascendência política
Filho do político Juracy Magalhães, desde cedo sofreu influência paterna e ingressou na UDN, partido do qual o pai foi um dos próceres e fundadores. Eleito vereador em Salvador em 1958 e deputado estadual em 1962, foi ungido vice-governador da Bahia na passagem de Luís Viana Filho pelo cargo (1967-1971) quando já integrava os quadros da ARENA. Reeleito deputado estadual em 1970 e eleito deputado federal em 1974. No ano de 1978 foi indicado para a vaga de senador biônico reservada ao seu estado tendo migrado para as hostes do PDS com a reforma partidária empreendida com o fim do bipartidarismo. Encerrado o ciclo de governos militares com a eleição de Tancredo Neves para Presidente da República em 1985, Magalhães ingressou no PMDB e foi reeleito senador em 1986 num pleito marcado pela vitória de Waldir Pires ao governo. Tal fato, porém, não o impediu de mudar sua filiação partidária para o PSDB alguns anos mais tarde.
Funcionário público lotado no Instituto de Assistência e Previdência do Servidor do Estado da Bahia (IAPSEB), foi inspetor-geral do Instituto de Previdência e Assistência aos Servidores do Estado (IPASE) para a Bahia, Sergipe e Espírito Santo. Tempos depois residiu no exterior e foi aluno da Universidade de Washington onde cursou Administração Pública e Comercial.
Em 1993, como senador, Jutahy foi admitido pelo presidente Itamar Franco à Ordem do Mérito Militar no grau de Comendador especial. Faleceu em 31 de Janeiro de 2000, vítima de complicações hepáticas, depois de 15 dias internado em uma clínica de Salvador.
Seu filho, Jutahy Magalhães Júnior, mantém atividade política há mais de trinta anos sendo eleito deputado federal por sete vezes, Ministro do Bem-Estar Social (1992-1993) e candidato a governador da Bahia em 1994.